# 凱帕 (約格瓦縣)
凱帕，是愛沙尼亞約格瓦縣穆斯特韦市镇内的村庄，位於該國東部，曾是原薩雷市镇的行政中心，處於首都塔林東南面150公里，海拔高度45米，2012年該村庄人口258。